# 帕尔迪斯·萨贝提
帕尔迪斯·萨贝提（波斯語：‎，Pardis Christine Sabeti，1975年12月25日—）是伊朗裔的美国计算生物学家，医学遗传学家和进化遗传学家，开发了鉴定作为自然选择的对象的基因组片段的生物信息学统计方法，并发展了一种确定这些遗传信息对演化疾病的影响的算法。2014年她领导了一个小组，对埃博拉病毒做遗传分析。